# Hrabstwo Elko

Piramida wieku hrabstwa

Hrabstwo Elko – hrabstwo w północno-wschodniej części stanu Nevada. W roku 2000 liczba ludności wynosiła 45 291. Stolicą jest Elko.

## Historia
Hrabstwo powstało 5 marca 1869 roku, poprzez secesję z hrabstwa Lander. Pochodzenie nazwy nie jest znane. Jedna z teorii tłumaczy, że jest to indyjskie słowo znaczące „biała kobieta” lub „piękno”. Mówi się też, że autorem był Charles Crocker, szanowany członek społeczności. Podczas budowy stacji kolejowej zobaczył wędrującego łosia (ang. elk) i rzekł: Stworzyć Elko.

## Geografia
Całkowity obszar 44 555 km² (17 203 mil²), z czego 44 493 km² (17 179 mi²) stanowi ziemia, a 62 km² (24 mi², 0,14%) woda.
Większość hrabstwa zajmuje Wielka Misa. Znajdują się tu rzeki Snake i Humboldt ze źródłem w Elko. Są największym źródłem wody w północnej Nevadzie.

### Miasta
- Carlin
- Elko
- Wells
- West Wendover

### CDP
- Jackpot
- Lamoille
- Montello
- Oasis
- Osino
- Owyhee
- Spring Creek

### Sąsiednie hrabstwa
- Humboldt – zachód
- Lander – południowy zachód
- Eureka – południowy zachód
- White Pine – południe
- Tooele w Utah – wschód
- Box Elder w Utah – wschód
- Cassia w Idaho – północny wschód
- Twin Falls w Idaho – północny wschód
- Owyhee w Idaho – północ